# Renan Ribeiro
Pour les articles homonymes, voir Ribeiro.
Renan Ribeiro est un footballeur brésilien né le 23 mars 1990 à Ribeirão Preto. Il évolue au poste de gardien de but.

## Biographie

### En club
Il est gardien de but du Sporting Portugal depuis 2019,. Il est écarté du groupe professionnel à la suite de l'arrivée de Rúben Amorim au poste d'entraîneur.

## Palmarès
Avec l'Atlético Mineiro : 
- Champion du Minas Gerais en 2010 et 2012.

Avec le Sporting Portugal :
- Vainqueur de la Coupe de la Ligue portugaise en 2019